# کمانگیر آمسبوری
کمانگیر آمسبوری (انگلیسی: Amesbury Archer) مردی از اوایل عصر برنز است که قبرش در حین عملیات ساختمانی در سال ۲۰۰۲ در آمسبوری در نزدیکی استون‌هنج کشف شد. نام کمانگیر به خاطر چند سر تیر که همراه او دفن شده‌بوده بر روی او گذاشته شده‌است. تیموتی دارویل می‌گوید که این مرد احتمالاً یکی از زائران استون‌هنج بوده و برای باور به خواص شفابخش سنگ کبود به آنجا رفته‌است.